# Petillius
Petillius ist der Name eines römischen Plebejergeschlechts, dessen Mitglieder ab dem 2. Jahrhundert v. Chr. in den historischen Quellen auftauchen. Die Namensform Petillius findet sich überwiegend auf Inschriften und Münzen, während in der handschriftlichen Überlieferung antiker Werke die Schreibweise Petilius vorherrscht. In der Zeit der Republik stellte die Familie nur einmal (176 v. Chr.) einen Konsul. Bedeutende Vertreter sind:
- Q. Petillii, zwei gleichnamige Volkstribunen, die 187 v. Chr. Lucius Cornelius Scipio Asiaticus anklagten; einer von ihnen ist wohl identisch mit dem Konsul von 176 v. Chr.
- L. Petillius, angeblicher Name eines Schreibers, der 181 v. Chr. vermeintliche Schriften des Numa Pompilius fand
- Q. Petillius Spurinus, Konsul 176 v. Chr.
- L. Petillius, vom Illyrerkönig Genthios 168 v. Chr. gefangengenommener römischer Gesandter
- Q. Petillius, 89 v. Chr. Teilnehmer des Kriegsrats des Konsuls Gnaeus Pompeius Strabo vor Asculum
- M. Petillius, römischer Ritter, 73 v. Chr. als Berater des Gaius Verres, Statthalters von Sizilien, erwähnt
- Petillius Capitolinus, wurde eines im Jupiter-Tempel am Kapitol begangenen Raubes beschuldigt, aber von Caesar freigesprochen
- Petillius Rufus, 27/28 n. Chr. in eine Verschwörung gegen den Ritter Titius Sabinus verwickelt
- Q. Petillius Cerialis, Suffektkonsul 70
- C. Petillius Firmus, Tribun in Dalmatien unter Kaiser Vespasian
- Q. Petillius Rufus, Konsul 83